# Burtyn
Burtyń – wieś w rejonie połońskim, w obwodzie chmielnickim, na Wołyniu. Parafia katolicka należąca do dekanatu Połonne. Miejscowość założona w początku XIX wieku na terenie obszernych lasów należących do dóbr Połonne. Do czasów Rewolucji październikowej zamieszkana głównie przez drobną szlachtę czynszową wyznania rzymskokatolickiego. Mieszkańcy posługiwali się specyficzną lokalną gwarą języka polskiego. W okresie międzywojennym w granicach Związku Sowieckiego. Ludność polska poważnie ucierpiała podczas wielkiego głodu w 1933 oraz tzw. Operacji polskiej NKWD w 1937. 